# دفع مقابل خدمات النظام الإيكولوجي

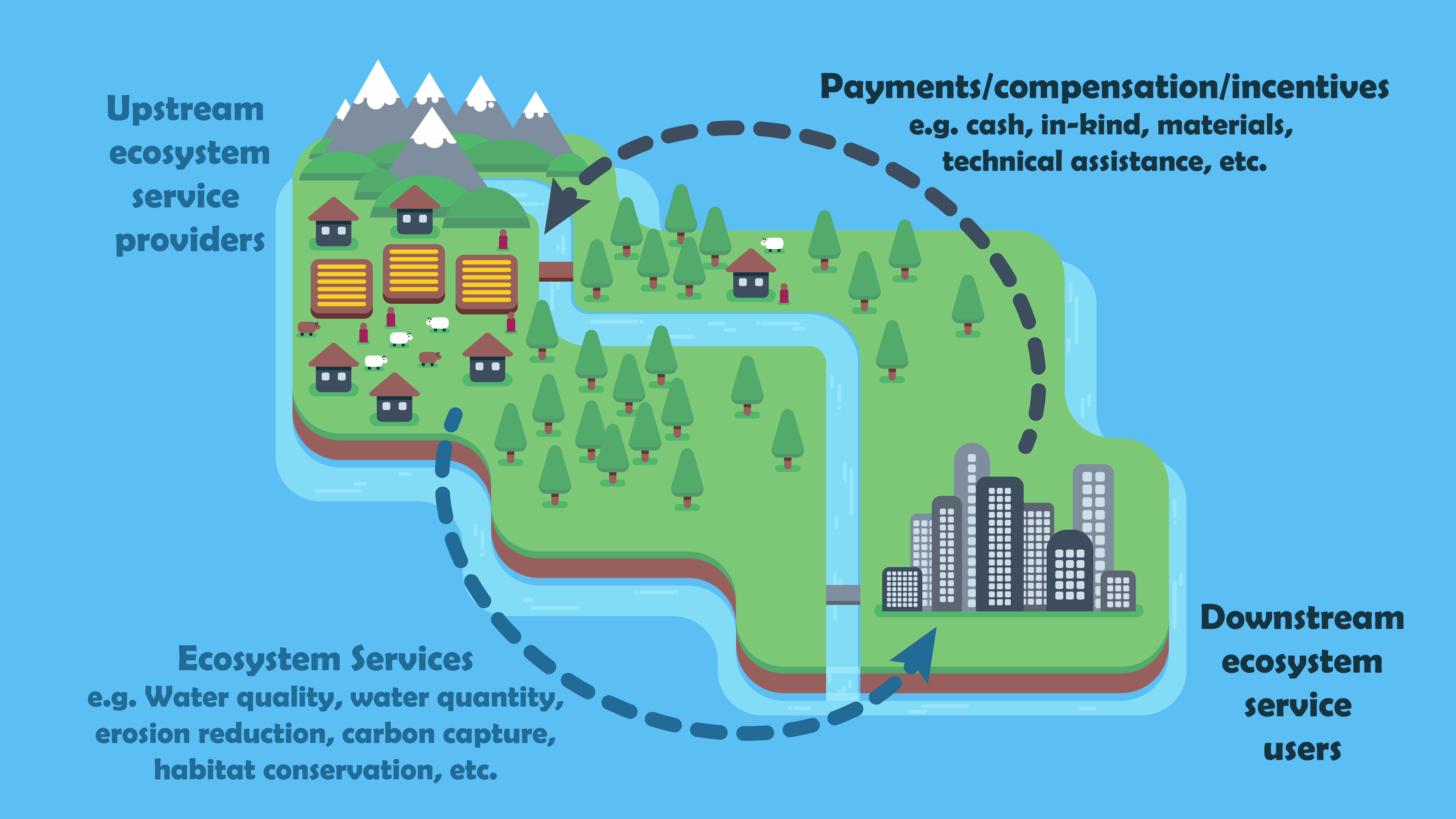

الدفع مقابل خدمات النظام الإيكولوجي (بالإنجليزية: Payment for ecosystem services)‏، هي حوافز مقدمة للمزارعين أو ملاك الأراضي مقابل إدارة أراضيهم لتوفير نوع من الخدمات الإيكولوجية. وقد تم تعريفها بأنها «نظام شفاف لتوفير الخدمات البيئية الإضافية من خلال المدفوعات المشروطة إلى مقدمي الخدمات الطوعية». وتعزز هذه البرامج الحفاظ على الموارد الطبيعية في السوق. وهي مقاربة قائمة على السوق، تستخدم مبالغ مالية أو مزايا لتشجيع أو تثبيط ممارسات محددة في إدارة الموارد الطبيعية. وتسمى أيضاً دفع للنظام الإيكولوجي أو لخدمات بيئية أخرى.